# Olympische Sommerspiele 1992/Synchronschwimmen – Duett
Das Synchronschwimmen im Duett bei den Olympischen Spielen 1992 in Barcelona fand vom 3. bis 5. August 1992 in den Piscines Bernat Picornell statt.
Die beiden US-amerikanischen Schwestern Karen und Sarah Josephson erzielten das beste Resultat und erhielten als Olympiasiegerinnen die Goldmedaille. Platz zwei belegte das Geschwisterpaar Penny und Vicky Vilagos aus Kanada vor dem japanischen Duo Fumiko Okuno und Aki Takayama, das sich die Bronzemedaille sicherte.

## Qualifikation
Die acht besten Duos erreichten das Finale, in welches die Punktzahl des Technikdurchlaufs übernommen wurde. 
| Platz | Name                                   | Nation                        | Technik | Kür   | Gesamt  |
| ----- | -------------------------------------- | ----------------------------- | ------- | ----- | ------- |
| 01    | Karen Josephson / Sarah Josephson      | Vereinigte Staaten            | 92,575  | 98,64 | 191,215 |
| 02    | Penny Vilagos / Vicky Vilagos          | Kanada                        | 90,354  | 98,24 | 188,594 |
| 03    | Fumiko Okuno / Aki Takayama            | Japan                         | 88,468  | 97,60 | 186,068 |
| 04    | Anna Kozlova / Olga Sedakowa           | Vereintes Team                | 87,443  | 95,76 | 183,203 |
| 05    | Marianne Aeschbacher / Anne Capron     | Frankreich                    | 86,195  | 95,20 | 181,395 |
| 06    | Kerry Shacklock / Laila Vakil          | Großbritannien                | 85,366  | 92,88 | 178,246 |
| 07    | Marjolijn Both / Tamara Zwart          | Niederlande                   | 85,425  | 92,56 | 177,985 |
| 08    | Guan Zewen / Wang Xiaojie              | China                         | 84,763  | 92,80 | 177,563 |
| 09    | Sonia Cárdeñas / Lourdes Olivera       | Mexiko                        | 83,831  | 93,28 | 177,111 |
| 10    | Giovanna Burlando / Paola Celli        | Italien                       | 83,067  | 93,24 | 176,307 |
| 11    | Marta Amorós / Eva López               | Spanien                       | 84,143  | 92,08 | 176,223 |
| 12    | Caroline Imoberdorf / Claudia Peczinka | Schweiz                       | 83,312  | 92,52 | 175,832 |
| 13    | Beatrix Müllner / Christine Müllner    | Österreich                    | 82,785  | 90,60 | 173,385 |
| 14    | Monika Müller / Margit Schreib         | Deutschland                   | 82,370  | 89,80 | 172,170 |
| 15    | Fernanda Veirano / Cristiana Lobo      | Brasilien                     | 81,151  | 90,68 | 171,831 |
| 16    | Celeste Ferraris / Semon Rohloff       | Australien                    | 82,049  | 88,88 | 170,929 |
| 17    | Amanda Taylor / Loren Wulfsohn         | Südafrika                     | 74,227  | 78,16 | 152,387 |
| 18    | Maja Kos / Vanja Mičeta                | Unabhängige Olympiateilnehmer | 66,019  | 71,44 | 137,459 |

## Finale
| Platz | Name                               | Nation             | Technik | Kür   | Gesamt  |
| ----- | ---------------------------------- | ------------------ | ------- | ----- | ------- |
| 1     | Karen Josephson / Sarah Josephson  | Vereinigte Staaten | 92,575  | 99,60 | 192,175 |
| 2     | Penny Vilagos / Vicky Vilagos      | Kanada             | 90,354  | 99,04 | 189,394 |
| 3     | Fumiko Okuno / Aki Takayama        | Japan              | 88,468  | 98,40 | 186,868 |
| 4     | Anna Kozlova / Olga Sedakowa       | Vereintes Team     | 87,443  | 96,64 | 184,083 |
| 5     | Marianne Aeschbacher / Anne Capron | Frankreich         | 86,195  | 95,60 | 181,795 |
| 6     | Kerry Shacklock / Laila Vakil      | Großbritannien     | 85,366  | 94,00 | 179,366 |
| 7     | Marjolijn Both / Tamara Zwart      | Niederlande        | 85,425  | 93,92 | 179,345 |
| 8     | Guan Zewen / Wang Xiaojie          | China              | 84,763  | 93,08 | 177,843 |